# Alfredo Far
Alfredo Far Gianopoulos (* 25. Mai 1972) ist ein ehemaliger panamaischer Ringer, welcher im Superschwergewicht aktiv war. Er nahm 1996 an den Olympischen Sommerspielen teil.

## Karriere
Alfredo Far konnte sich für die Olympischen Sommerspiele 1996 qualifizieren und wurde vom Comité Olímpico de Panamá für die Spiele in Atlanta nominiert. Er trat dort im freien Stil in der Klasse bis 130 kg an. Nachdem er sowohl gegen Feng Aigang aus China und Alexander Kowalewski aus Kirgisistan verloren hatte, schied er aus dem Wettbewerb aus und belegte den 16. Platz. Zwei Jahre nach seiner Olympiateilnahme konnte er bei den Zentralamerika- und Karibikspiele 1998, welche in der venezolanischen Stadt Maracaibo ausgetragen wurden, im freien Stil in der Klasse bis 130 kg die Silbermedaille gewinnen. Zudem sicherte er sich auch im griechisch-römischen Stil in der Klasse bis 130 kg die Bronzemedaille. Acht Jahre später konnte Alfredo Far bei den Zentralamerika- und Karibikspiele 2006, welche in der kolumbianischen Stadt Cartagena ausgetragen wurden, erneut eine Silbermedaille im freien Stil in der Klasse bis 120 kg sichern.

## Familiäres
Er ist der Vater der panamaischen Schwimmerin María Far, welche an den Olympischen Sommerspielen 2016 in Rio de Janeiro teilgenommen hat.